# ウェッレイウス・パテルクルス
マルクス・ウェッレイウス・パテルクルス（Marcus Velleius Paterculus、紀元前19年頃 - 31年頃）は、帝政ローマ初期の歴史家。単にウェッレイウスの名で呼ばれる事もある。彼の個人名「マルクス」は後世の中世ラテン語学者プリスキアヌスによって名づけられたが、現在の調査では彼の本当の名は、北アフリカの石に刻まれたマイル標識の碑文にも同じ名が見られる事からガイウス・ウェッレイウス・パテルクルス（Gaius Velleius Paterculus）という名であったであろう事が分かっている。

## 生涯
パテルクルスはカンパニア地方の高名な家柄の出身であり、彼は早いうちから軍籍に属していたと言う。そして、その中でトリブヌス・ミリトゥムとしてトラキア、マケドニア、ギリシアなどの東方に赴任、西暦2年にはアウグストゥスの孫ガイウス・カエサルに随行しユーフラテス川へ、パルティア王フラーテス5世と会談する。その後騎兵の軍団長と、副官（レガトゥス）を歴任、ティベリウスの指揮のもとでゲルマニア属州、パンノニアにて4年から8年間務め上げた。また8年にはクァエストルを、15年には彼の兄弟とともにプラエトルを歴任する。
彼の著作でマルクス・ウィキニウスの正規執政官職が繰り返し言及されている事から、ウィキニウスが執政官であった30年の時点で彼は存命であったことがわかる。しかしながら、彼は当時の親衛隊長官ルキウス・アエリウス・セイヤヌスと近かったために、31年にセイヤヌスの処刑にともなって粛清の対象になったものと推測されている。

## 著述

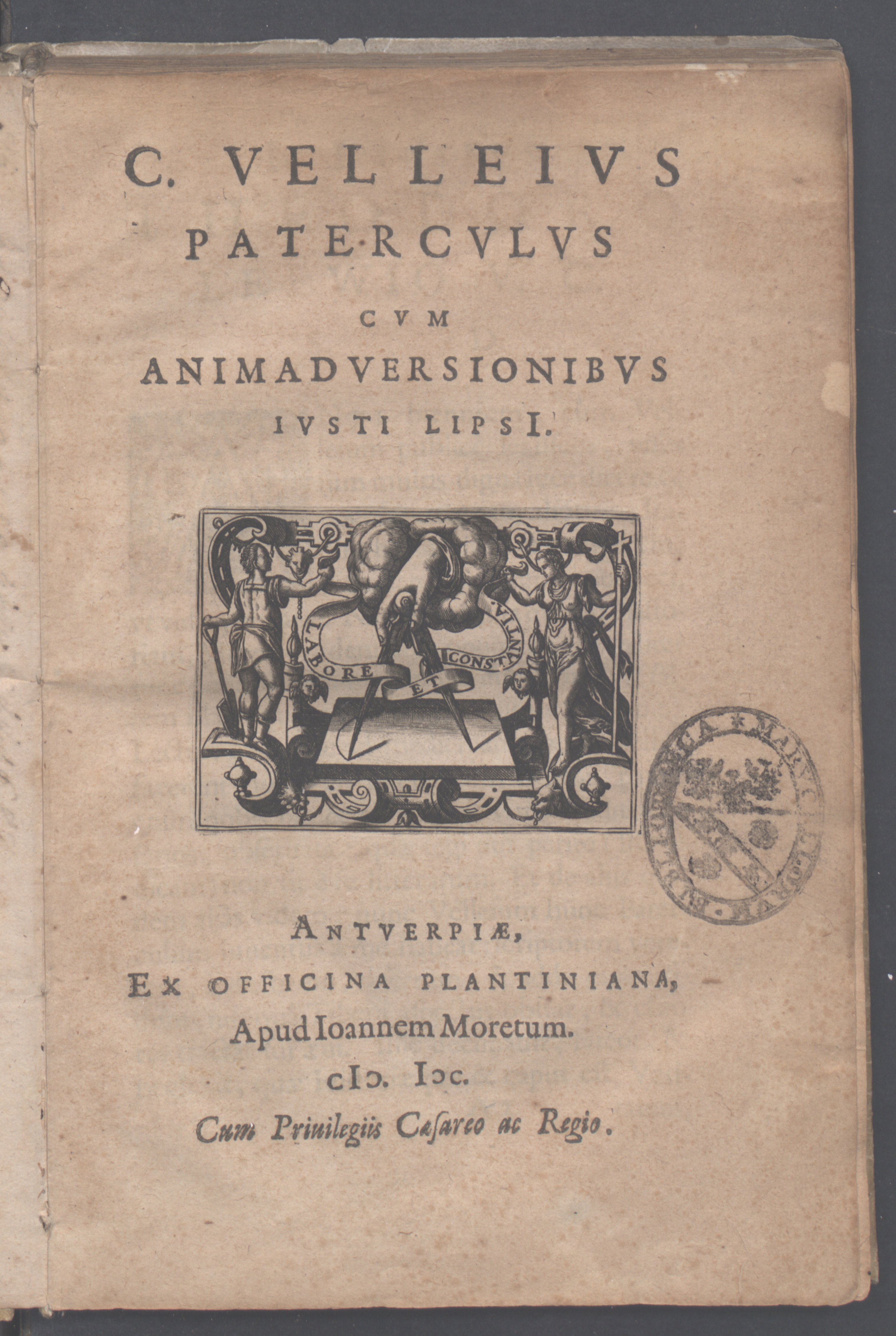
Historia romana, 1600

著作は『ヒストリアルム・リブリ・ドゥオ(Histriarum Libri Duo)』で全2巻の史書（訳書は上記）
日本語訳
- 『ローマ世界の歴史』 高橋宏幸・西田卓生 訳、京都大学学術出版会〈西洋古典叢書〉、2012年

上司で、時の執政官ウィキニウスに捧げられたもので、記述は古代ギリシアのトロイア戦争から29年のリウィア・ドルシッラの死去まで多岐に及ぶ。第1巻は紀元前146年のカルタゴ陥落までとなっているが、冒頭部を含む部分部分に散冊してしまっているところもある。とくに後半部における紀元前44年のガイウス・ユリウス・カエサルの暗殺、西暦14年のアウグストゥス死去の部分に関する記述は詳細にまで及んでいる。
ギリシア文学、ラテン文学では少しながら着目はされているが、プラウトゥス、ホラティウス、プロペルティウスからは彼の作品は全く触れられていない。理由として、彼の著作は事実を記載している意味では信頼がおけるものではあったが、歴史的出来事の内部にまで踏み込んで記述をしたものではなかったので、彼は歴史家というよりもむしろ皇族ご用達の年代記者と目されていたからではないかと考えられている。またカエサル、アウグストゥス、ティベリウスといった彼のパトロンに関して賛辞、へつらいを惜しまない形で記述をしているので、彼の記した年代記にはしばしば食い違いが生じている。彼の記述に使われている誇張法、対比法、警句などに彼がその冒頭に生きた時代の古典ラテン語の特徴がはっきりと見られる。彼はまた人生の後半期にポンペイウスとカエサルの対立、ティベリウスの戦歴を含んだ歴史の著述に取り掛かろうとしたというが、それを証明するものはない。
彼の著作は主に大カトの『起源論』、クィントゥス・ホルテンシウス、ポンペイウス・トログス、コルネリウス・ネポス、そしてティトゥス・リウィウスが記した年代記をもととしている。
その後、彼パテルクルスの名は古代ローマ時代ではわずかにしか知られてはいなかった。1世紀の詩人マルクス・アンナエウス・ルカヌスには読まれ、4世紀の歴史家スルキピウス・セウェルスに著作は模写されたが、彼個人の立場はあくまでも注釈者として紹介されたのみであった。